# Rösli Rominger
Rösli Rominger – szwajcarska narciarka alpejska. Wzięła udział w mistrzostwach świata w Mürren w 1931 roku, które były pierwszą edycją tej imprezy. Zajęła tam siódme miejsce zarówno w slalomie jak i w zjeździe. Na rozgrywanych trzy lata później mistrzostwach świata w Sankt Moritz wywalczyła brązowy medal w slalomie. W zawodach tych wyprzedziły ją jedynie dwie reprezentantki III Rzeszy: Christl Cranz i Lisa Resch. Na tej samej imprezie była też dziesiąta w biegu zjazdowym, a w kombinacji uplasowała się na szóstej pozycji. Były to jej jedyne starty na międzynarodowej imprezie tej rangi.

## Osiągnięcia

### Mistrzostwa świata
| Miejsce | Dzień     | Rok  | Miejscowość  | Konkurencja | Wynik     | Strata    | Zwyciężczyni   |
| ------- | --------- | ---- | ------------ | ----------- | --------- | --------- | -------------- |
| 7.      | 19 lutego | 1931 | Mürren       | Slalom      | 2:38,2    | +14,6     | Esmé MacKinnon |
| 7.      | 20 lutego | 1931 | Mürren       | Zjazd       | 3:05,6    | +19,6     | Esmé MacKinnon |
| 10.     | 15 lutego | 1934 | Sankt Moritz | Zjazd       | 5:38,0    | +1:05,1   | Anny Rüegg     |
| 3.      | 16 lutego | 1934 | Sankt Moritz | Slalom      | 1:57,0    | +2,6      | Christl Cranz  |
| 6.      | 16 lutego | 1934 | Sankt Moritz | Kombinacja  | 99,62 pkt | -8,81 pkt | Christl Cranz  |